# Mordellina pustulata
Mordellina pustulata är en skalbaggsart som först beskrevs av Melsheimer 1845.  Mordellina pustulata ingår i släktet Mordellina och familjen tornbaggar. Inga underarter finns listade i Catalogue of Life.